# Euproctis stenopa
Euproctis stenopa är en fjärilsart som beskrevs av Collenette 1932. Euproctis stenopa ingår i släktet Euproctis och familjen tofsspinnare. Inga underarter finns listade i Catalogue of Life.